# Prismatomorphia
Prismatomorphia es un género de foraminífero bentónico de la subfamilia Marginulininae, de la familia Vaginulinidae, de la superfamilia Nodosarioidea, del suborden Lagenina y del orden Lagenida. Su especie tipo es Vaginulina tricarinata. Su rango cronoestratigráfico abarca desde el Plioceno inferior hasta la Actualidad.

## Discusión
Algunas clasificaciones incluyen Prismatomorphia en la Familia Marginulinidae.

## Clasificación
Prismatomorphia incluye a la siguiente especie:
- Prismatomorphia tricarinata